# 豊川油田

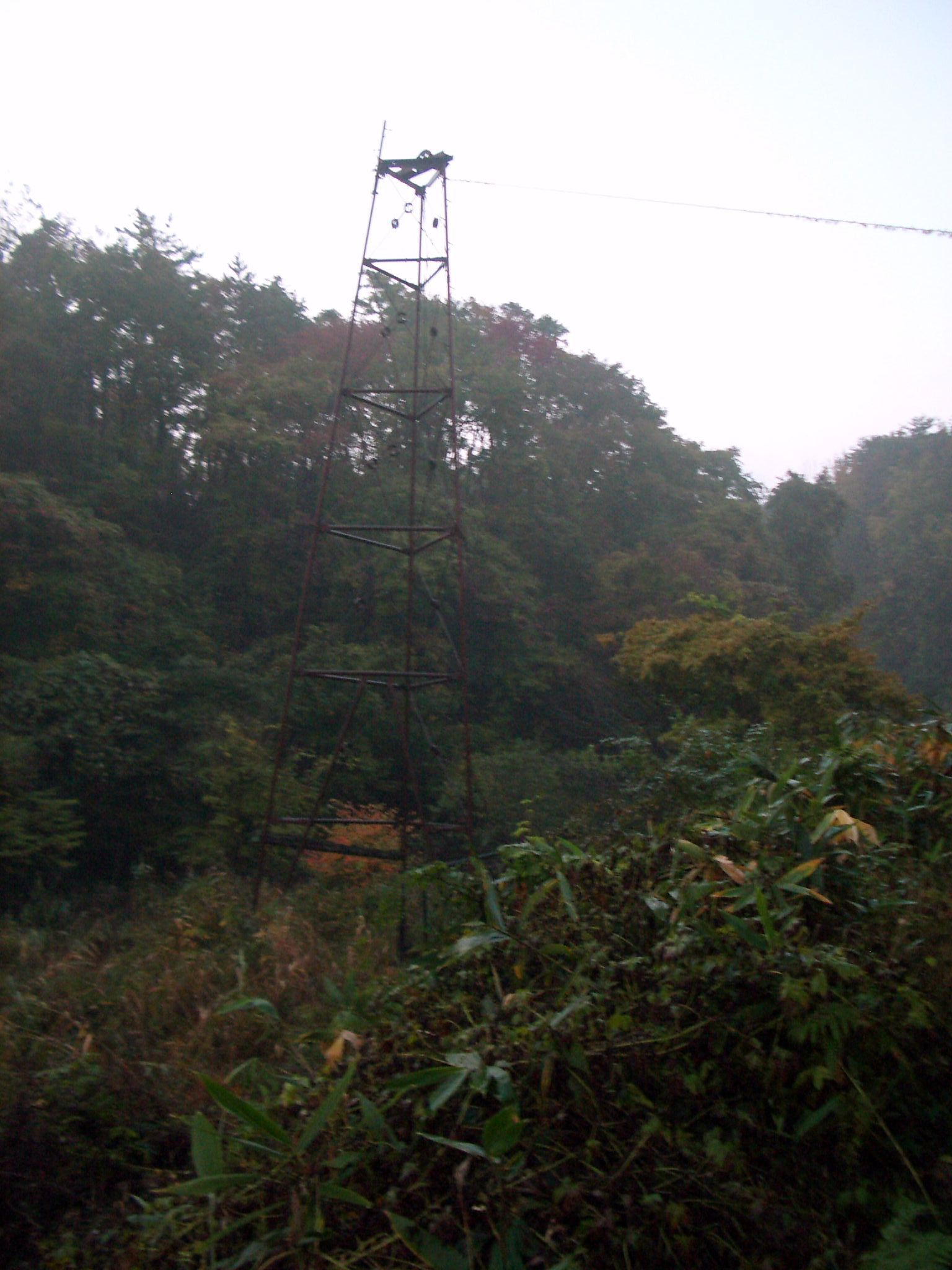
豊川の油田油井(2005年)

豊川油田とは秋田県潟上市にあるガス田、及びかつてあった油田である。2001年（平成13年）に原油の生産を停止し、現在はENEOS（旧・東北石油）が天然ガスを生産している。2009年（平成21年）に日本の地質百選に選定された。

## 概要
豊川油田では天然のアスファルトが産出し、縄文時代早期から利用されていた。江戸時代後期から油煙とアスファルトの生産が始まり、アスファルトは1923年（大正12年）まで生産された。
油田としての本格的な開発は明治時代になってから始まり、中外アスファルトが1912年（明治45年/大正元年）2月24日に豊川１号井を綱式掘削機で掘削したのが始まりである。
豊川油田は大正時代に最盛期を迎えて企業が次々と豊川油田に進出し、1925年（大正14年）には後の昭和天皇である裕仁親王が皇太子（東宮）として当地を視察した。
1942年（昭和17年）に豊川油田は帝国石油による操業となったが、1956年（昭和31年）に帝国石油は豊川油田を東北石油に売却し、それ以降は現在まで東北石油によって操業されている。
2001年（平成13年）に石油の生産を停止し、現在は天然ガスの生産を行っている。
豊川油田で採れる石油は非常に重油質であった。
豊川油田は日本の地質百選に選定されている。

## 歴史

### 縄文時代
縄文時代早期から天然アスファルトは土器や矢じりの接着剤として利用されており、豊川産の天然アスファルトを使用した道具が東北各地から出土している。

### 奈良時代
豊川にある羽白目遺跡からアスファルト塊が出土し、奈良時代に石油が焚かれたと考えられている。

### 江戸時代
1814年に初代黒澤利八が豊川に移住して油煙の製造を始め、1818年には年800貫（約3000㎏）に達し、1825年には年2000貫（約7500㎏）に達する。豊川で生産された油煙は秋田藩内にとどまらず、江戸や大阪、京都でも取引された。

### 明治時代
三代目黒澤利八と現代黒澤利八は1877年8月の第一回内国勧業博覧会と同年秋の第二回秋田博覧会にて天然アスファルト（土瀝青）などを出品し、秋田博覧会では、両者は博覧会三等賞を受賞した。
1878年に疎通社の由利公正は豊川産の土瀝青を使用して東京の神田川に昌平橋を建設する。この工事では日本で初めてアスファルト舗装が行われた。1879年にドイツ人技師が豊川の土瀝青採掘地を訪問し、アスファルト精製に関する技術書を提供する。現代利八らはそれをもとにして1882年頃に固形アスファルト製品の「万代石」を完成させ、製造を開始する。
現代利八と三代目黒澤利八は1881年の第二回内国勧業博覧会、1890年の第三回内国勧業博覧会で土瀝青を展示する。三代黒澤利八は1895年の第四回内国勧業博覧会にて土瀝青を展示する。
1896年に日本アスベスト（現ニチアス）はアスファルト部を設立し、アスファルト事業に進出。1905年にアスファルト同期合資会社も豊川に進出。両社が豊川に進出した後の1905年９月に日露戦争が終結したことでアスファルトの需要が減少し、両者の競争が激化した。そこで、日本アスベストのアスファルト部とアスファルト同期合資会社は合併し、中外アスファルトを設立した。
中外アスファルトはアスファルトの販路を拡大し、工場や軍事施設、駅などの舗床工事、アスファルト塗布工事を行った。その一つとして東京の淀橋浄水場におけるアスファルト塗布工事がある。アスファルト製品は「純良アスファルト」、「精製アスファルト」、「ＢＢ印アスファルト」の３種類があった。

### 大正時代
1923年（）の明治神宮外苑造園工事にてアスファルト舗装が行われ、豊川産のアスファルトが使用された。現在、この道路は日本最古級の車道用アスファルト舗装であるとして、土木学会推奨遺産に登録されている。
国産アスファルトの生産は1918年から減少し、1923年に生産が終了した。
競争の激化と土瀝青の枯渇を恐れた中外アスファルトは豊川で石油開発を行うために社名を中外石油アスファルトに変更し、1912年2月24日に米国製の綱式掘削機で第1号井の掘削を開始した。その後も新たな井戸を掘削し続けるが、大量の出油は起こらなかった。1913年に中野興業の石油井でも出油を確認。1914年5月26日に豊川油田の近くにある黒川油田にて大噴油が起きたことにより増資を行い、米国の技術者を招き、更なる掘削を行ったが、少量の出油しか得られず、資金が減少したため、1914年に一部の鉱区を小倉石油に売却した。1916年7月19日、小倉石油の第1号井は日産144kL程の大噴油となった。これを受けて中外石油アスファルトは第12号井を掘削し、日産72kLを得た。また、潮島鉱業（後の和田鉱業）も豊川に進出した。なお、和田鉱業は宝田石油豊川鉱場内で操業し、生産した石油を宝田石油に売却していた。大日本石油鉱業は1918年に豊川に進出し、出油に成功する。生産量を全て小倉石油に売却するため、約1.5km、４インチの鉄管を用いて小倉豊川鉱場に送油していた。
豊川に進出する企業が増えたことで、共同利益を増進させるために1917年６月12日に豊川鉱業会が設立された。
中外石油アスファルトは1918年に宝田石油に買収された。そして1921年に宝田石油と日本石油は対等合併し、豊川油田は日本石油が操業することになる。
1925年10月26日、後の昭和天皇である裕仁親王が皇太子（東宮）として豊川を視察した。

### 昭和時代
1940年に新たな井戸の掘削が終了し、その後は採油作業のみが行われる。
1942年、国際情勢の悪化に伴い日本石油と小倉石油が合併する。同年の帝国石油株式会社法により帝国石油が発足し、豊川油田では和田鉱業を除いた日本石油、日本鉱業、中野興業の石油部門は帝国石油に買収された。
1945年頃、アスファルト不足により、天然アスファルトを再び採掘し利用した。
1956年に帝国石油は豊川油田を東北石油に売却する。豊川油田で生産された天然ガスは、1966年12月から秋田市営ガス（現・東部ガス）向けに販売が開始される。

### 平成時代
2001年（平成13年）に石油の生産を停止。ただし、天然ガスが秋田市向けに継続して生産されている。石油と天然ガスの累積生産量はそれぞれ約128万kL、約3600万m３であった。